# Piral
Piral è un comune dell'Azerbaigian situato nel distretto di Qusar. Conta una popolazione di 1 944 abitanti.